# Hollesley
Hollesley is een civil parish in het bestuurlijke gebied Suffolk Coastal, in het Engelse graafschap Suffolk met 1.400 inwoners.